# Непостојано е

Непостојано е је гласовна промена карактеристична за кајкавско наречје. Нека кајкавска имена и топоними имају самогласник е који се јавља у неким облицима речи, а у неким не. Сем у том наречју, присутна је и у другим словенским језицима, па је у чешком, на пример, књижевна деклинација Чапек-Чапка, словеначком Крањец-Крањца, Ткалец-Ткалца, Белостенец-Белостенца. Маргинална је појава непостојаног О у руском језику, где је деклинација Толчок-Толчка, Волочок-Волочка.